# Crafty
Crafty – komputerowy program szachowy (a dokładniej silnik szachowy), którego autorem jest Robert Hyatt, profesor The University of Alabama at Birmingham w Stanach Zjednoczonych. Program powstał na podstawie wcześniej napisanego programu Cray Blitz tego samego autora, który zdobył mistrzostwo świata programów szachowych w latach 1983 i 1986. Program Crafty wydany jest na podstawie licencji Open Source (o otwartym kodzie źródłowym) z pewnymi ograniczeniami. Crafty wielokrotnie startował w zawodach programów szachowych. Do największych osiągnięć należy zaliczyć 2. miejsce w 2010 roku w World Computer Rapid Chess Championships (mistrzostwa świata programów szachowych w szachach szybkich), a także 2. miejsce w Fifth Annual ACCA Americas' Computer Chess Championships (5. szachowe mistrzostwa obu Ameryk).
W celu uruchomienia programu potrzebny jest interfejs graficzny taki jak Xboard, Winboard, Arena lub inny kompatybilny z protokołem winboard. Program działa na platformach  Windows i Linux. Można także uruchomić program w oknie terminala Linux i oknie DOS w Windows. Najnowsze wersje programu są zarówno 32 jak i 64 bitowe. Jest wiele list rankingowych programów szachowych oceniających ich siłę gry. Na jednej z nich 64-bitowa wersja Crafty 23.4 osiągnęła 2889 punktów rankingowych.
W 2011 r. o Crafty (i drugim programie, Fruit) stało się głośno w świecie szachowym, kiedy to Międzynarodowa Federacja Gier komputerowych (ang. International Computer Games Association – ICGA) oskarżyła autora programu Rybka o plagiat. Po długim dochodzeniu uznano, że kod źródłowy Fruit i Crafty został wykorzystany do stworzenia programu Rybka.